# كريستوف أونجينايت
كريستوف أونجينايت مواليد 29 أبريل 1985 في غنت، هو لاعب كرة سلة بلجيكي سابق. بدأ مسيرته الاحترافية في سنة 2009. يبلغ طوله 6 قدم 8 بوصة (2.0 م). لعب مع سوتور باسكت مونتيجرانارو في ليغا باسكيت الدرجة الأولى.

## روابط خارجية
- كريستوف أونجينايت على موقع الاتحاد الدولي لكرة السلة (الإنجليزية)
- كريستوف أونجينايت على موقع كرة السلة الأوروبية.كوم (الإنجليزية)
- كريستوف أونجينايت على موقع كلية كرة السلة في سبورتس رفرنس.كوم (الإنجليزية)
- كريستوف أونجينايت على موقع ريلجم (الإنجليزية)
- كريستوف أونجينايت على موقع بروبوليرز (الإنجليزية)
- كريستوف أونجينايت على موقع سبورتس رفرنس (الإنجليزية)